# Cyrus Edwin Dallin
Cyrus Edwin Dallin fue un escultor y arquero olímpico estadounidense, nacido el 22 de noviembre de 1861 en Springville y fallecido el 14 de noviembre de 1944 en Arlington Heights, Massachusetts .
Creó más de 260 obras, incluyendo las famosas estatuas de Paul Revere y de Nativos americanos. También realizó la estatua del Angel Moroni en la cima del Templo de Salt Lake City, que se ha convertido en un símbolo de la Iglesia de Jesucristo de los Santos de los Últimos Días, y es generalmente el patrón de todas las estatuas de ángeles Moroni en las torres de los posteriores templos SUD.

## Datos biográficos

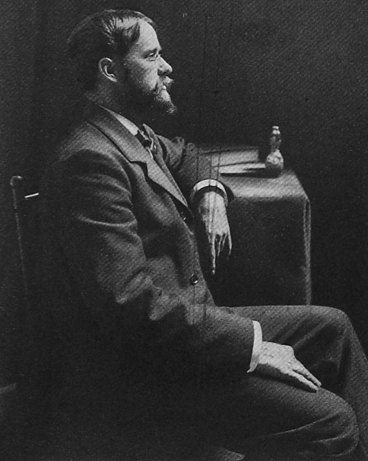
Retrato de Dallin, 1899

Dallin, el hijo de Thomas y Jane (Hamer) Dallin, nació en Springville, Utah, en una familia que entonces pertenecía a la Iglesia de Jesucristo de los Santos de los Últimos Días. A los 19 años, se mudó a Boston para estudiar escultura con Truman Howe Bartlett. Estudió en París, con Henri Chapu y en la Académie Julian.
En 1883, participó en un concurso para la realización de una estatua ecuestre de Paul Revere. Él recibió un contrato, pero su obra no fue aceptada hasta 1899. Dallin hizo cinco versiones de Paul Revere; la estatua no fue presentada en público hasta 1940.·
Dallin no era miembro de La Iglesia de Jesucristo de los Santos de los Últimos Días y rechazó la oferta inicial para esculpir el ángel Moroni en la parte superior del SUD en Salt Lake City. Dallin más tarde aceptó el trabajo y después de terminar la estatua dijo: "Mi ángel Moroni me llevó más cerca de Dios que todo lo que he hecho."··
En Boston, se convirtió en compañero de Augustus St. Gaudens y en amigo íntimo de John Singer Sargent. Se casó con Vitoria Colonna Murray en 1891; en 1897, regresó a París, y estudió con Jean Dampt. Presentó un Don Quijote en el Salón de 1897, y al Hombre medicina en el Salón de 1899, y en la Exposición Universal de París (1900). Se mudó a Arlington, Massachusetts en 1900, donde vivió el resto de su vida, y crio a tres hijos. De 1899 a 1941 fue miembro de la facultad de la Escuela Normal de Arte de Massachusetts, entonces rebautizada como Universidad de Massachusetts de Arte y Diseño.
En los Juegos Olímpicos de Verano de 1904 en San Louis, Misuri, Dallin compitió en tiro con arco, ganando la medalla de bronce en la competición por equipos. Acabó noveno en la ronda doble de América y duodécimo en la doble ronda York.

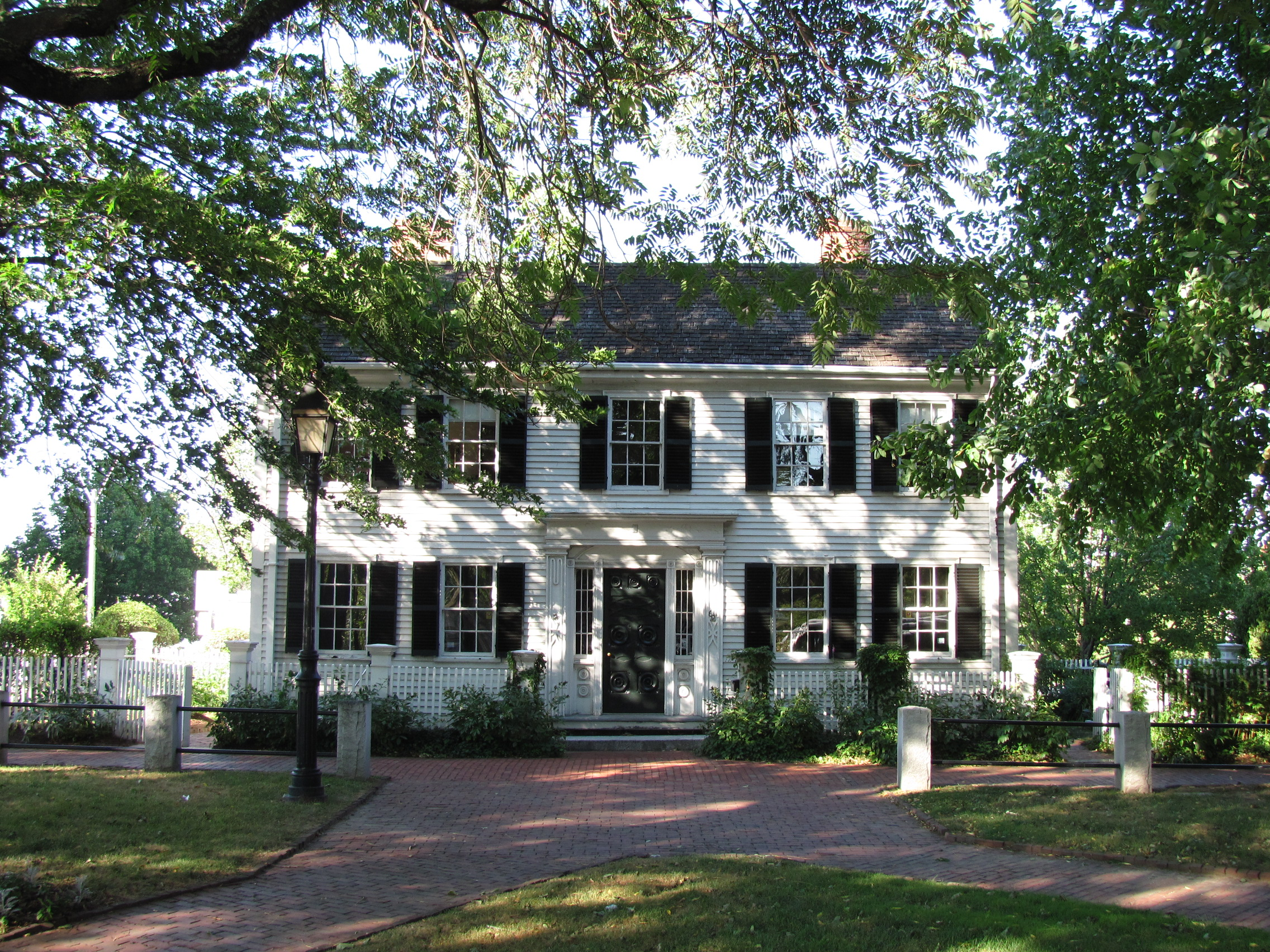
Museo de Arte Cyrus E. Dallin en Arlington, Massachusetts

## Legado
Se le recuerda en Arlington, Massachusetts, con un museo de arte, y una escuela primaria que llevan su nombre. Más de 30 ejemplos de su obra se exhiben en el Museo de Arte de Springfield - en inglés: Springville Museum of Art , en Springville, Utah.
Sus papeles se conservan en los Archivos de Arte Americano del Instituto Smithsoniano.

## Obras

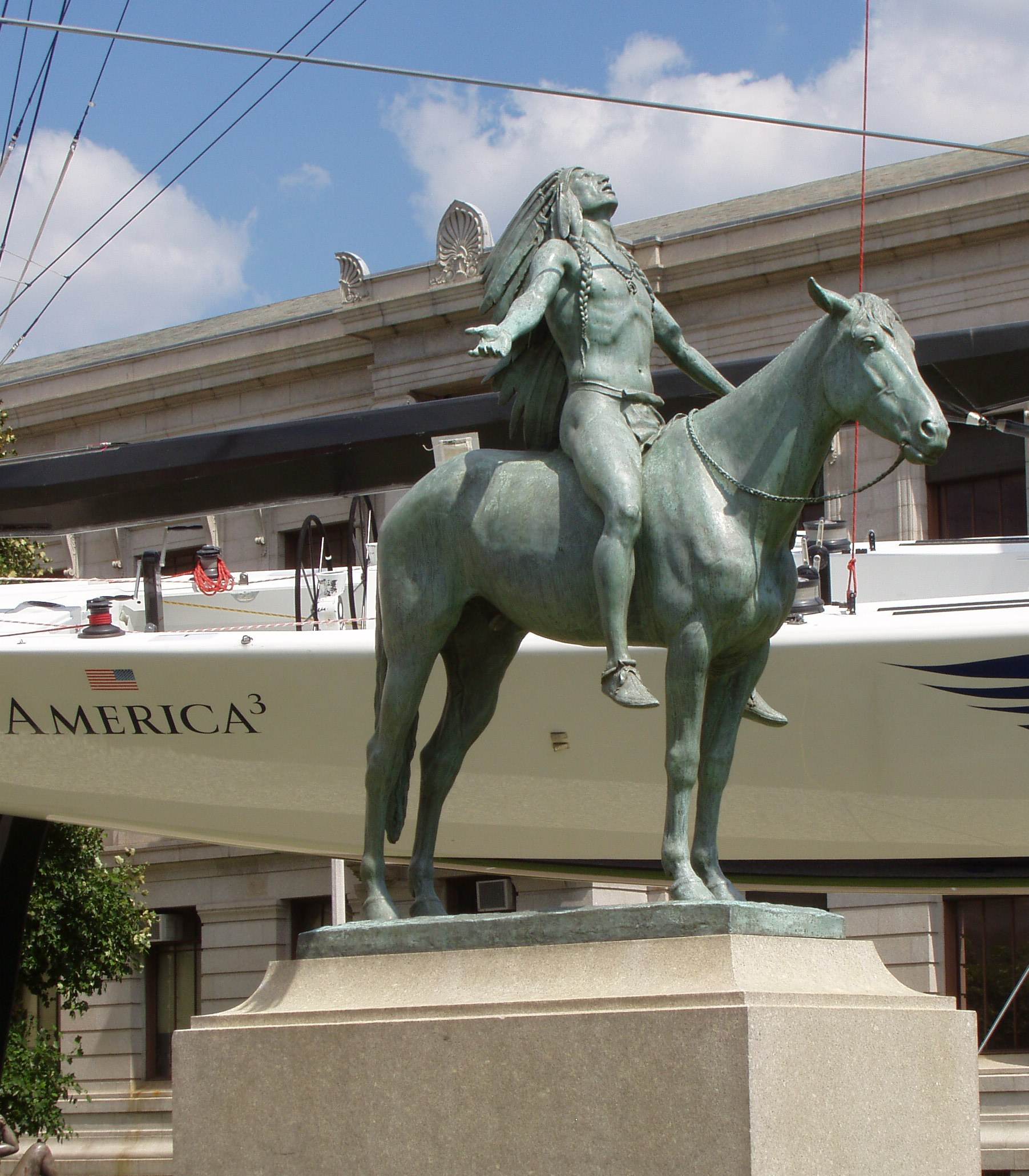
Appeal to the Great Spirit - estatua de bronce en tamaño natural fundida por Cyrus E. Dallin en 1909.

Algunas de las obras de Dallin son: 
- La señal de la Paz - Signal of Peace, (1890), Lincoln Park, Chicago
- Moroni, (1893) sobre el Templo de Salt Lake City
- Hombre medicina - Medicine Man, (1899), Parque Fairmount, Filadelfia
- Paul Revere , (1899) Boston
- Eli Whitney Tablet, (1902), Augusta, Georgia.[12]
- La protesta - The Protest, (1904)
- The Pickett, (1905), Hanover, Pensilvania[13]
- Apelación al Gran espíritu - Appeal to the Great Spirit, (1909), Museo de Bellas Artes (Boston); en Muncie (Indiana); Tulsa (Oklahoma)
- Indio cazador Menotomi - Menotomy Indian Hunter, (1911), Ayuntamiento, Arlington, Mass
- Scout, (1914), Penn Valley Park, Kansas City, Misuri
- Massasoit, (1920) Plymouth, Mass.
- Aprobación del Búfalo - Passing of the Buffalo, (1929)
- Espíritu de Vida - Spirit of Life, (l929)
- Mujer pionera de Utah - Pioneer Women of Utah, (1931), Springville (Utah)[14]

Apelación al Gran Espíritu - Appeal to the Great Spirit es la última de una serie de cuatro piezas llamada La épica de los Indios - The Epic of the Indian, que incluye La señal de Paz - The Signal of Peace, o “la bienvenida - the welcome” (1890); Hombre medicina - Medicine Man, o “la advertencia - the warning” (1899); La protesta - The Protest, o “el desafío - the defiance” (1904). En 1909, la escultura fue fundida en París y ganó una medalla de oro en su exhibición en el Salón de París. Hay tres modelos en tamaño completo de la escultura: la de Boston se encuentra fuera de la entrada principal al Museo de Bellas Artes de Boston. En el ejemplo de Muncie se encuentra en la intersección de las calles Walnut y Granville, y es considerado un símbolo de su ciudad por muchos residentes de Muncie. La instalación más reciente de tamaño completo está en el Parque Woodward de Tulsa, en la intersección de la calle 21 y Peoria. Se dedicó en noviembre de 1985. Ejemplares, de la edición en miniatura de nueve piezas, se han vendido hasta por 10 000 dólares.

### Galería de imágenes

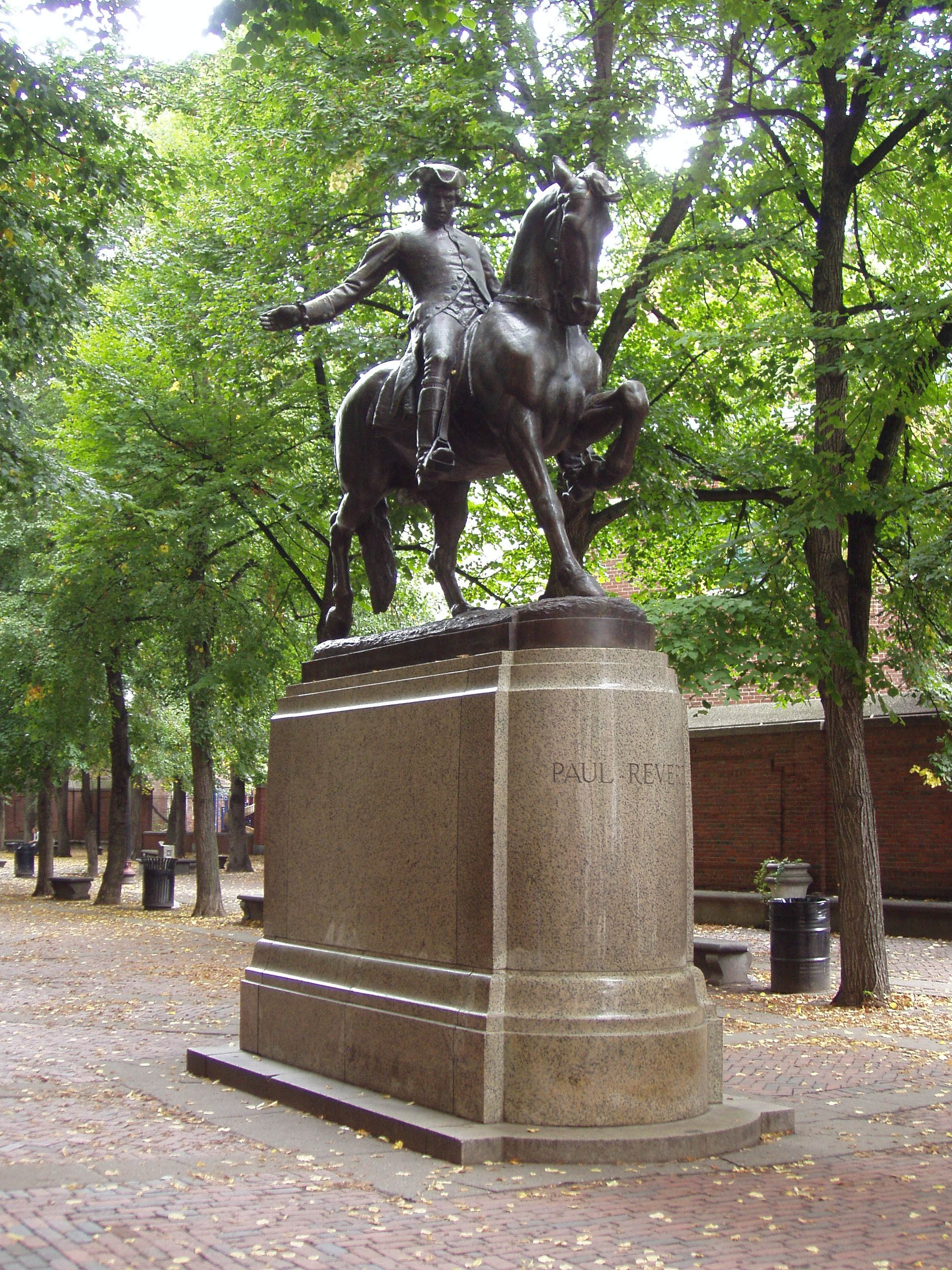
Estatua de Paul Revere , el North End, Boston, Massachusetts
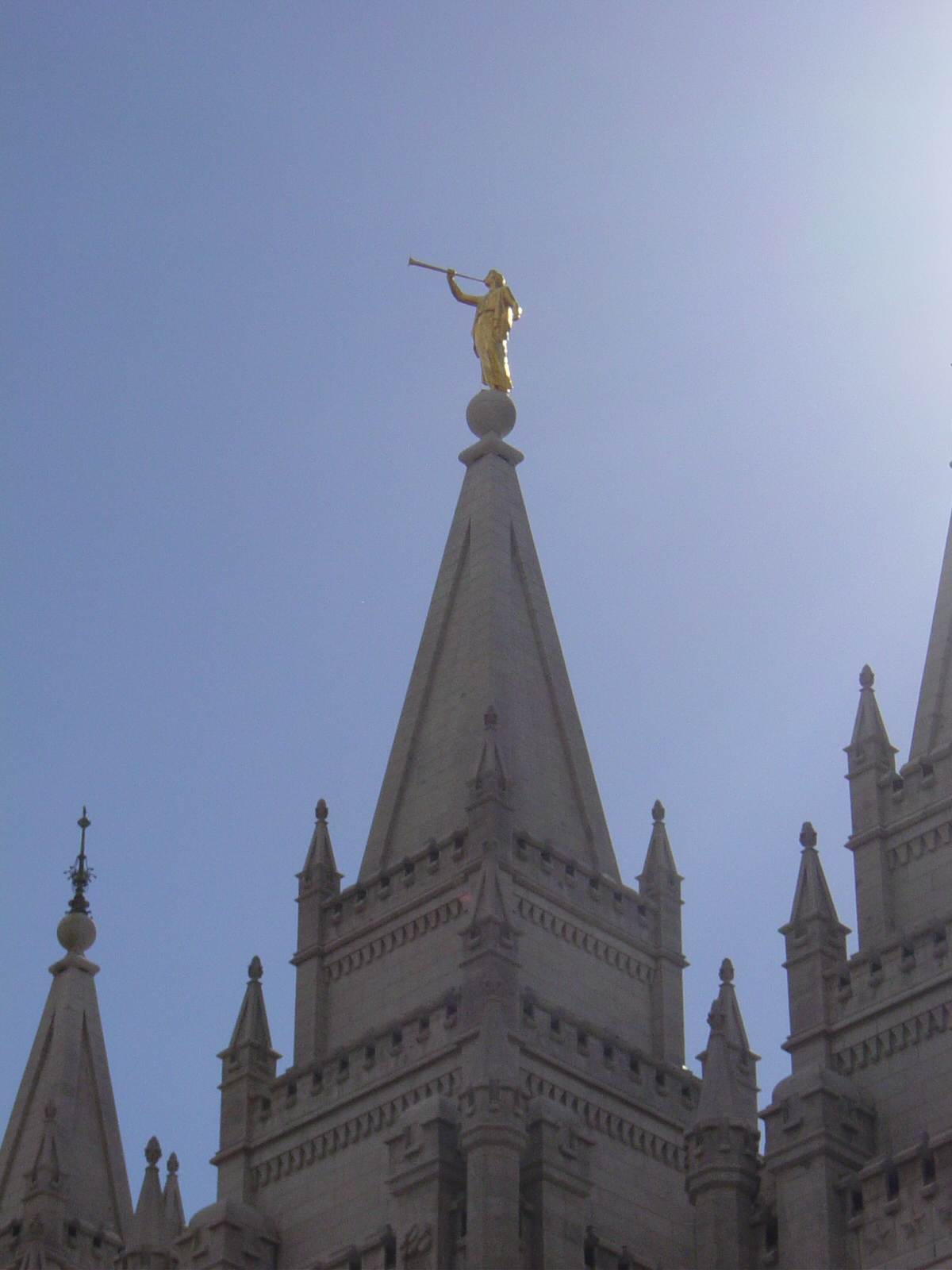
Ángel Moroni cima del Templo de Salt Lake City
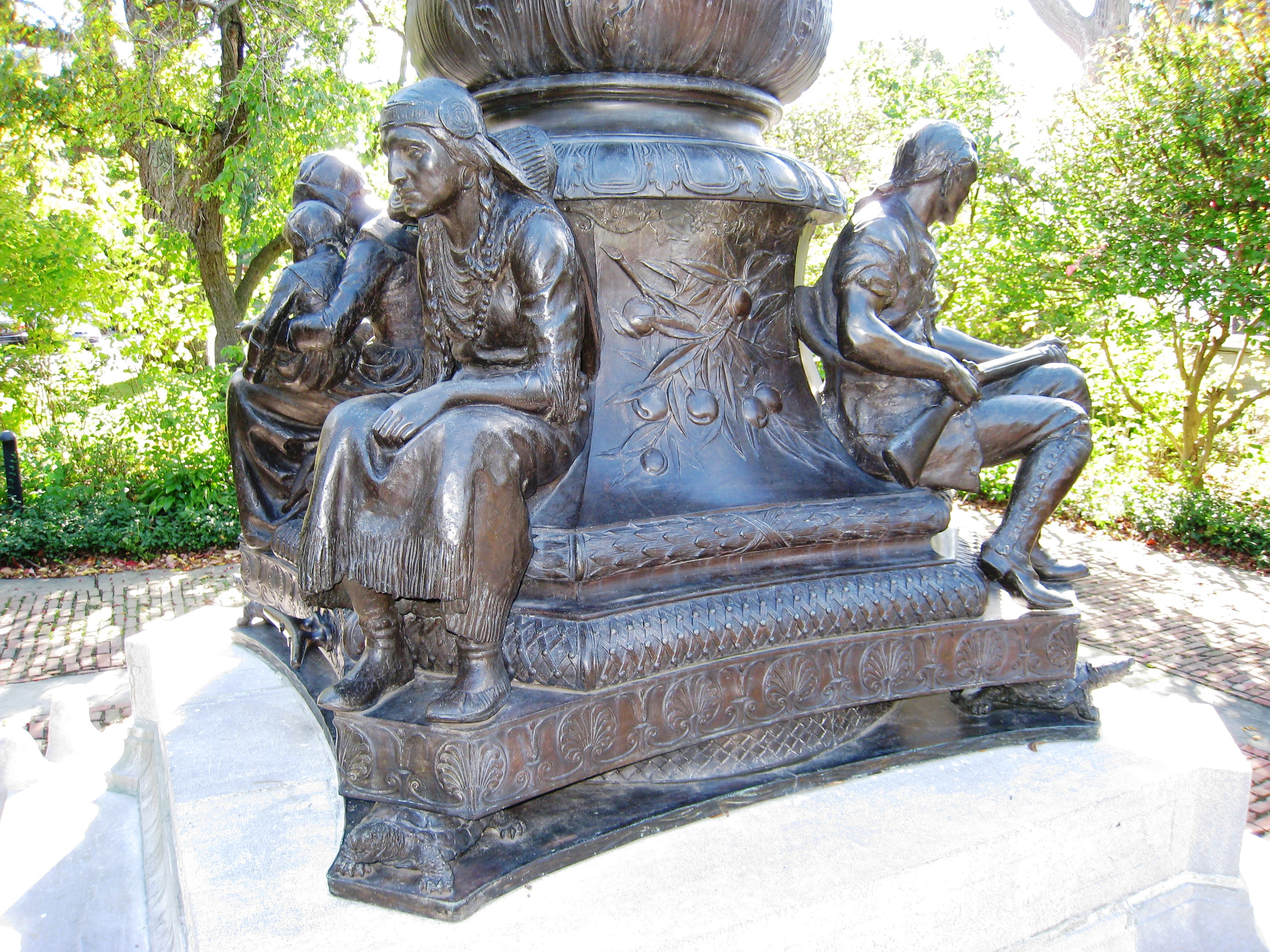
Peana del mástil del Memorial Robbins (a)
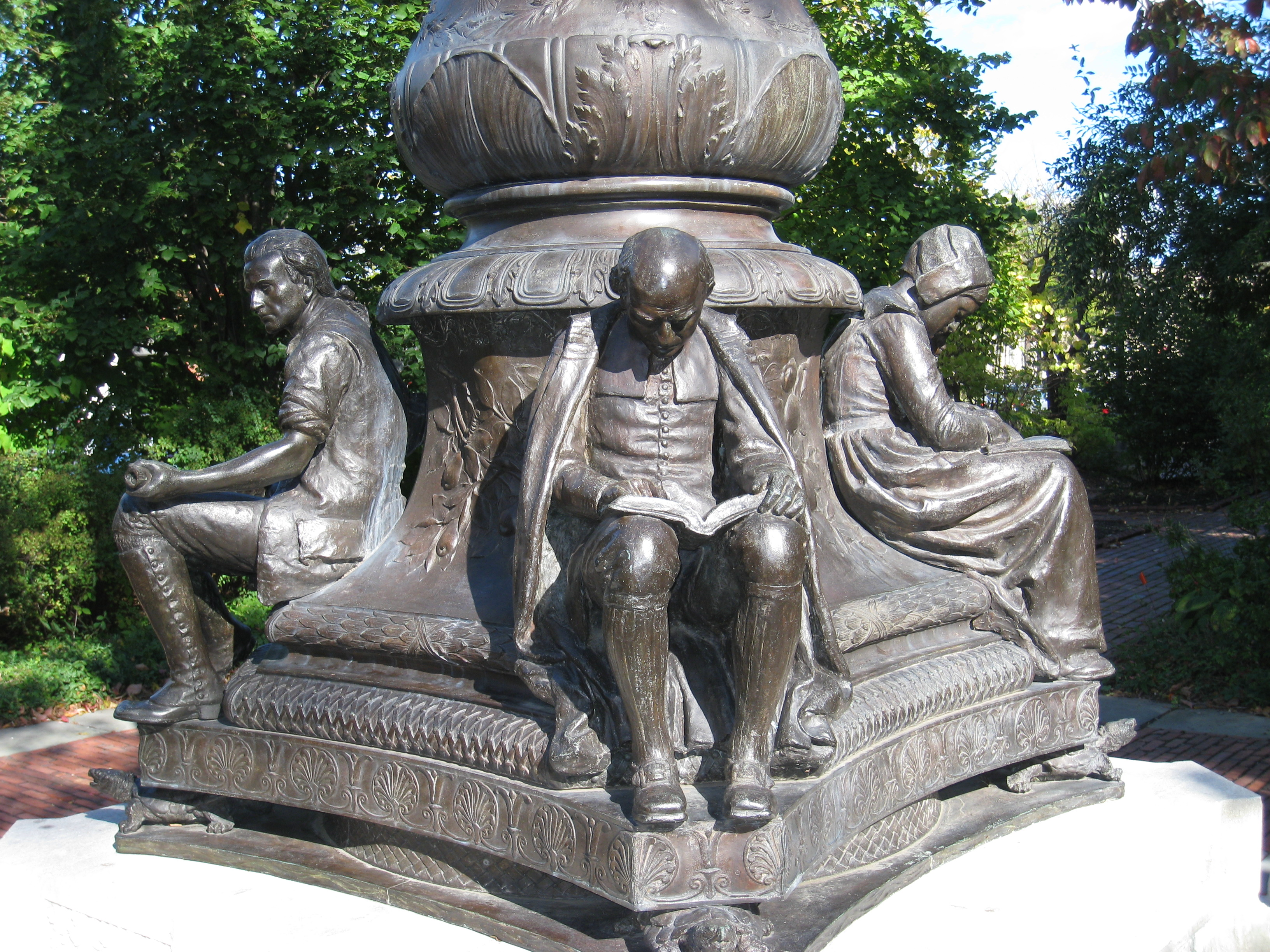
Peana del mástil del Memorial Robbins(b)
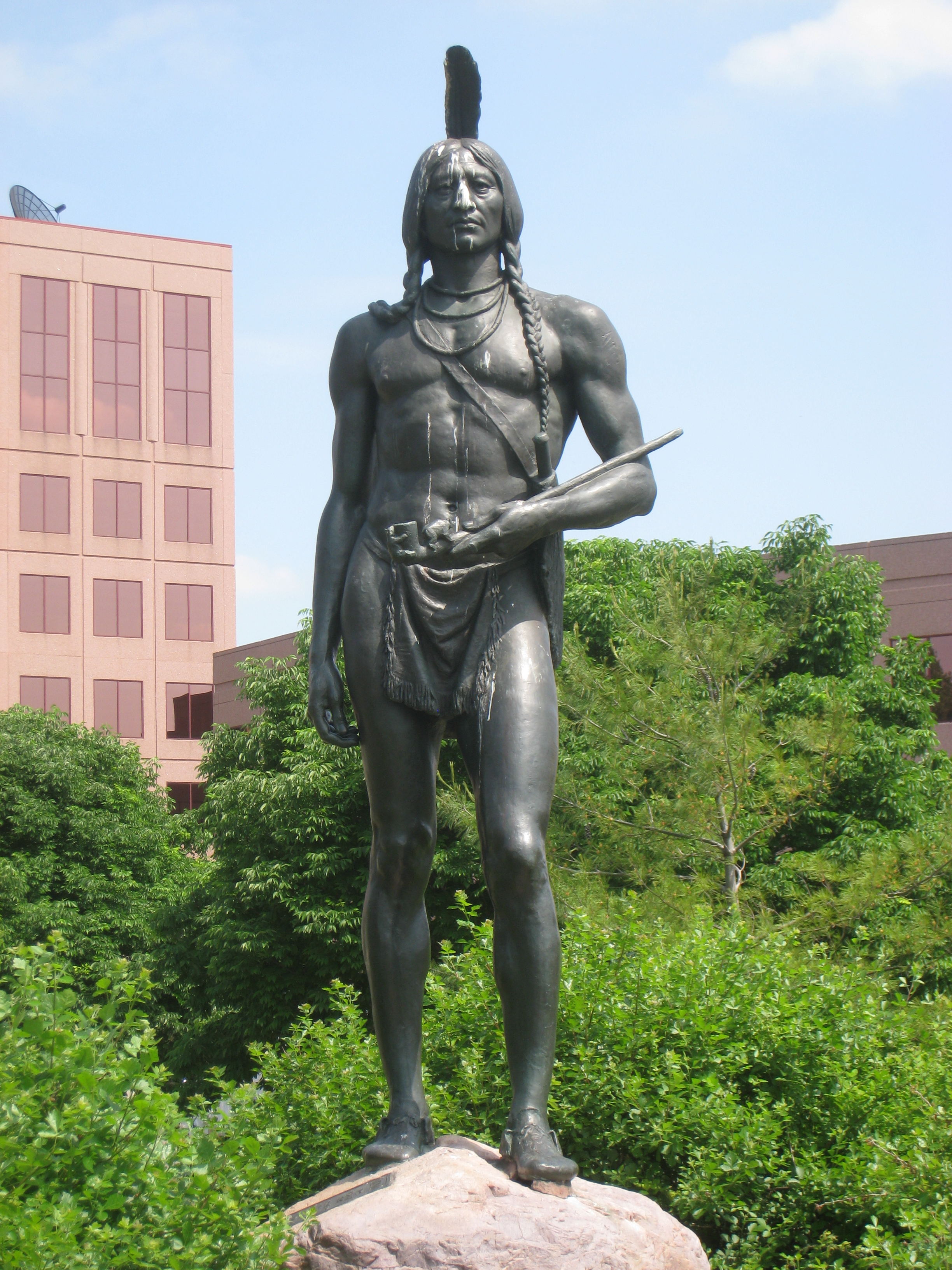
Massasoit, Kansas City, Missouri
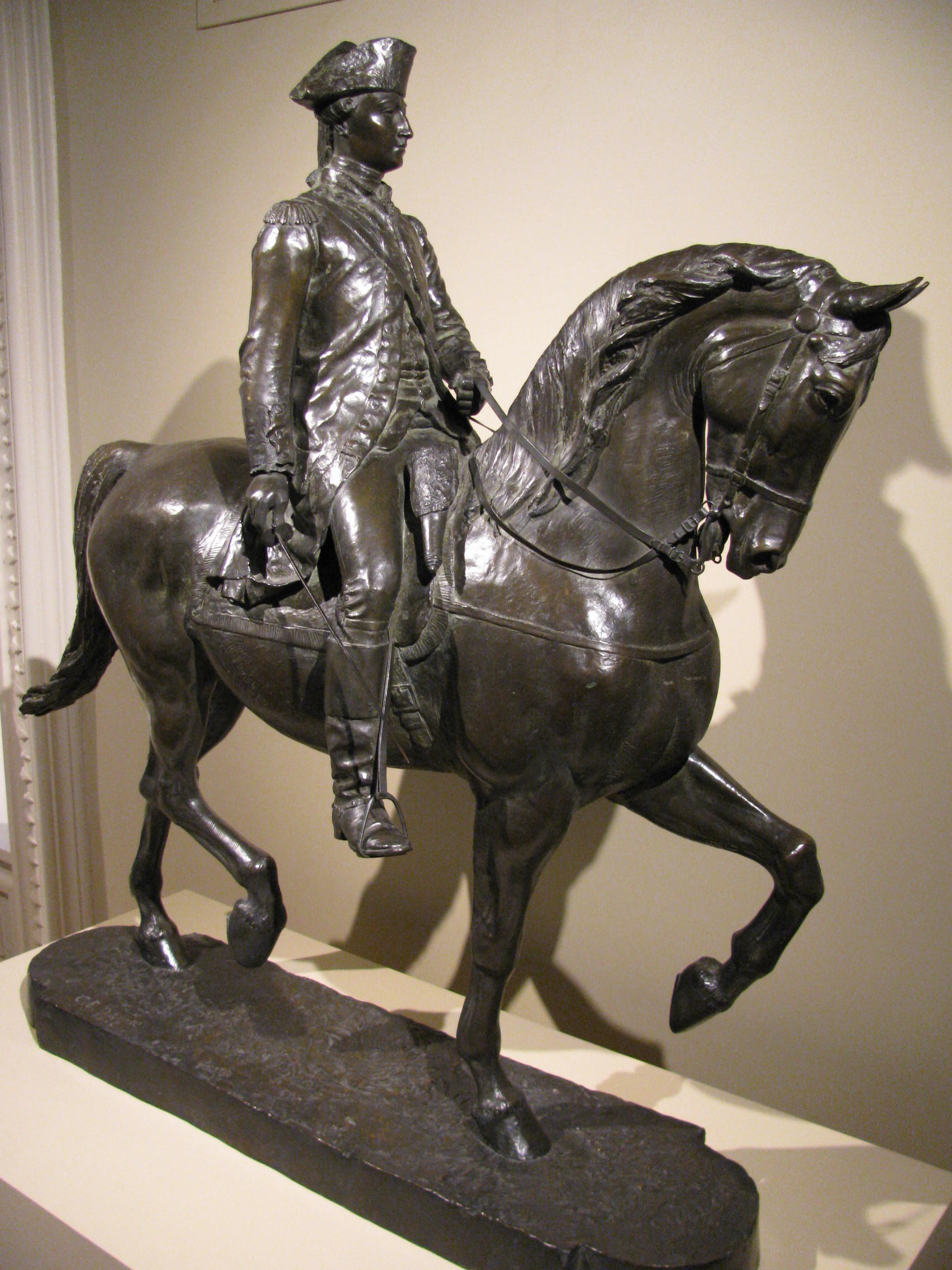
Lafayette, Smithsonian American Art Museum, Washington, D.C.
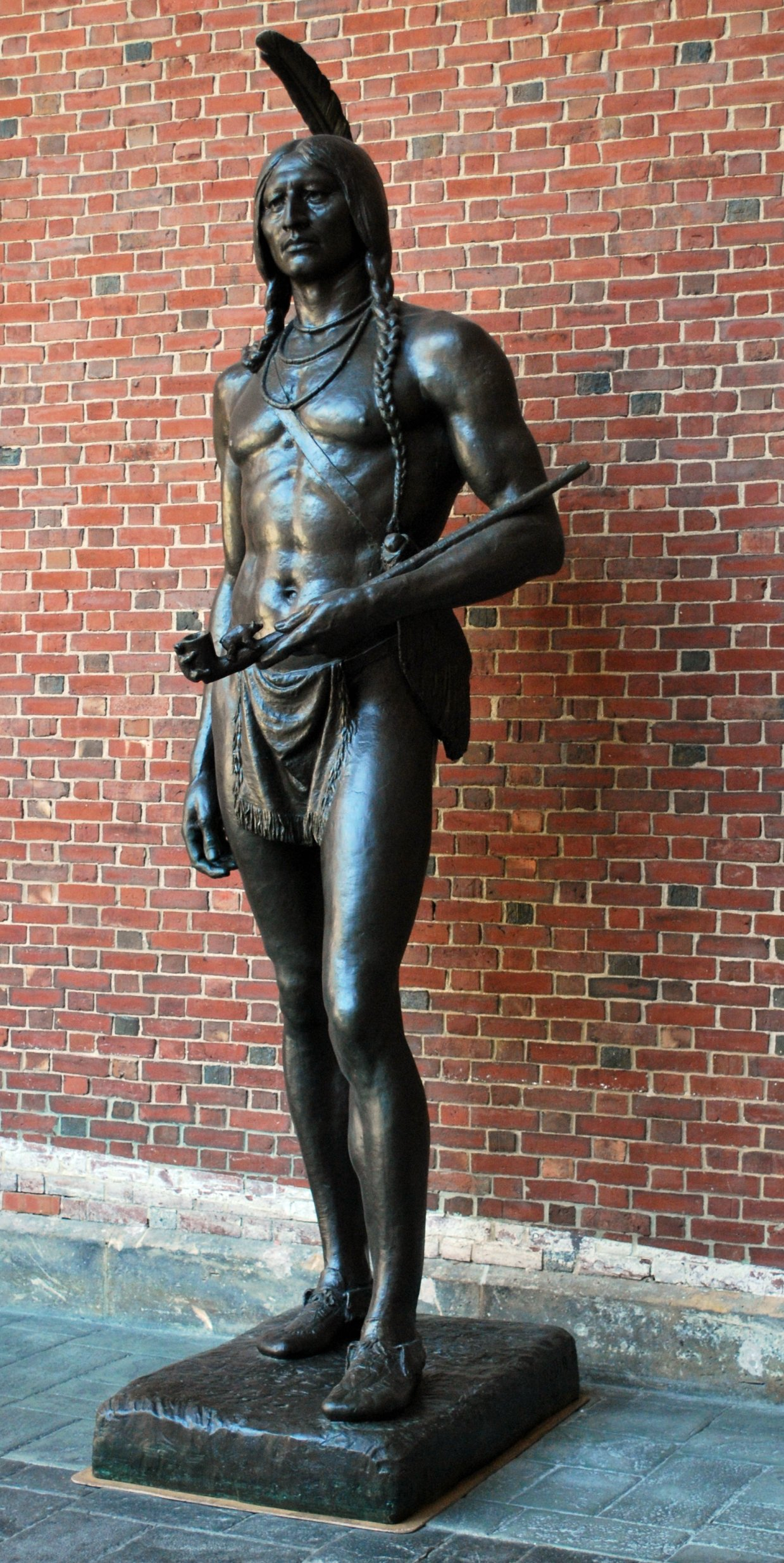
Jefe Massasoit, Dayton Art Institute, Dayton, Ohio
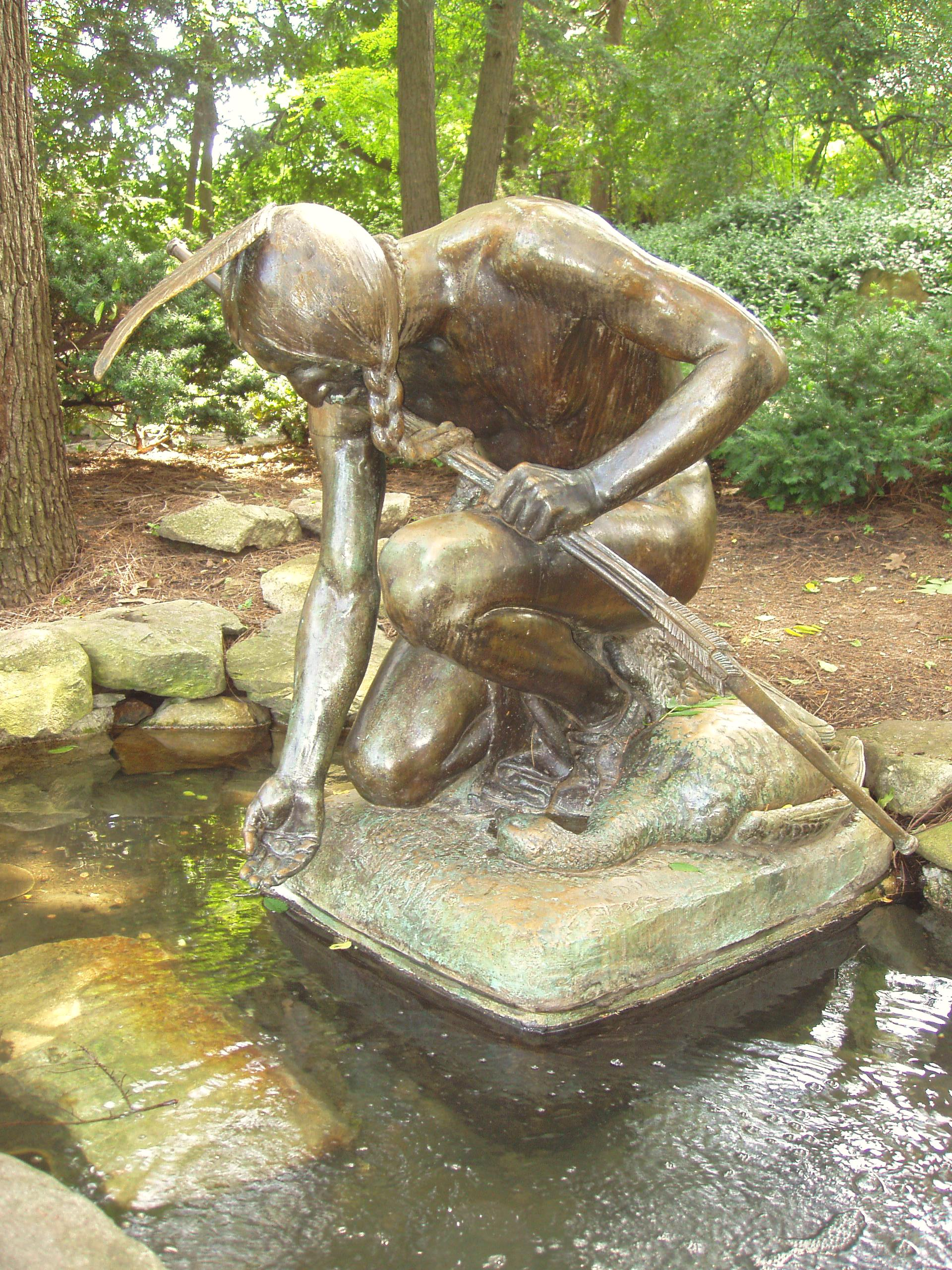
Indio cazador Menotomy (1911) en Arlington (Massachusetts)
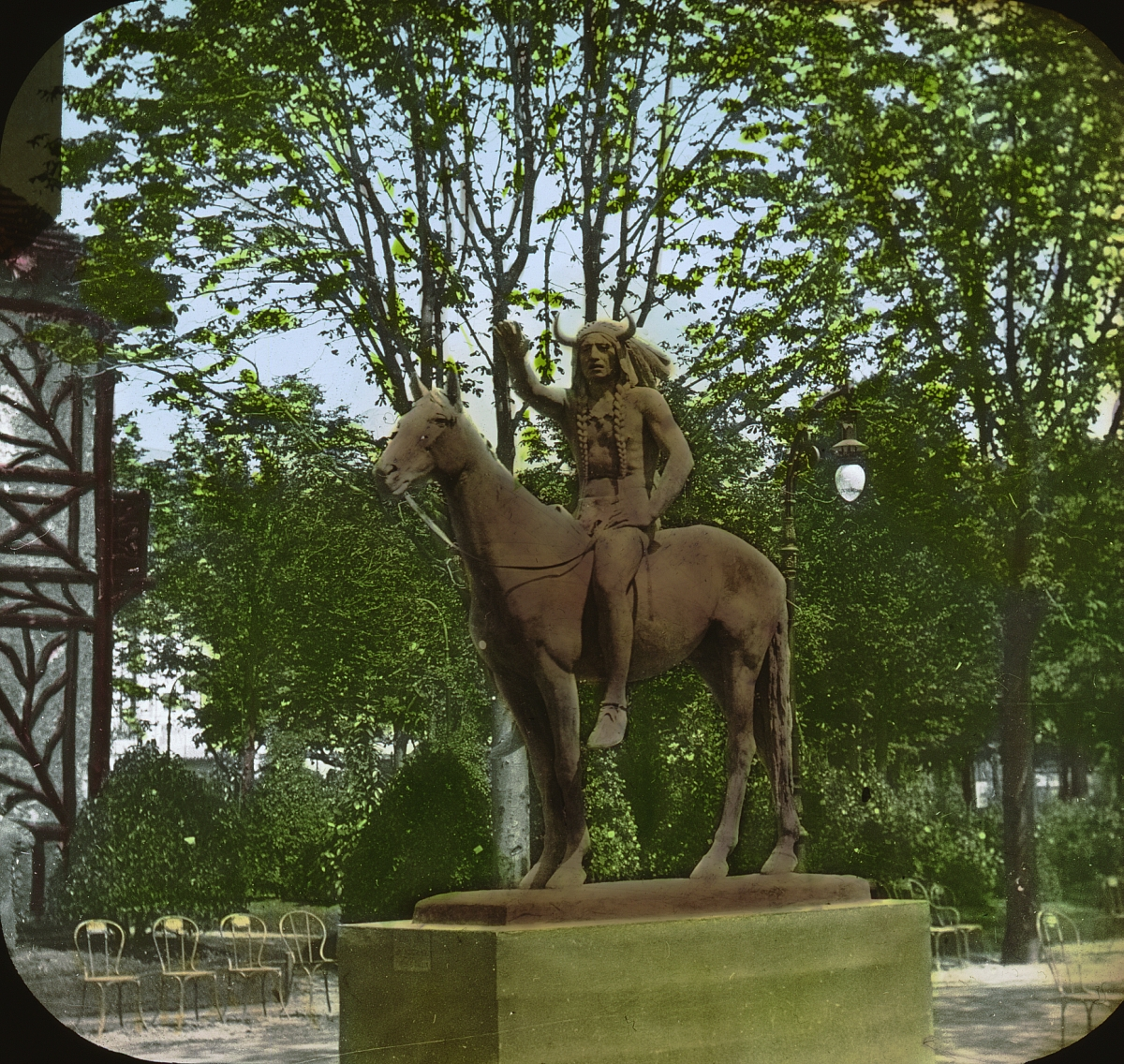
Hombre medicina - Medicine Man en la exposición de París
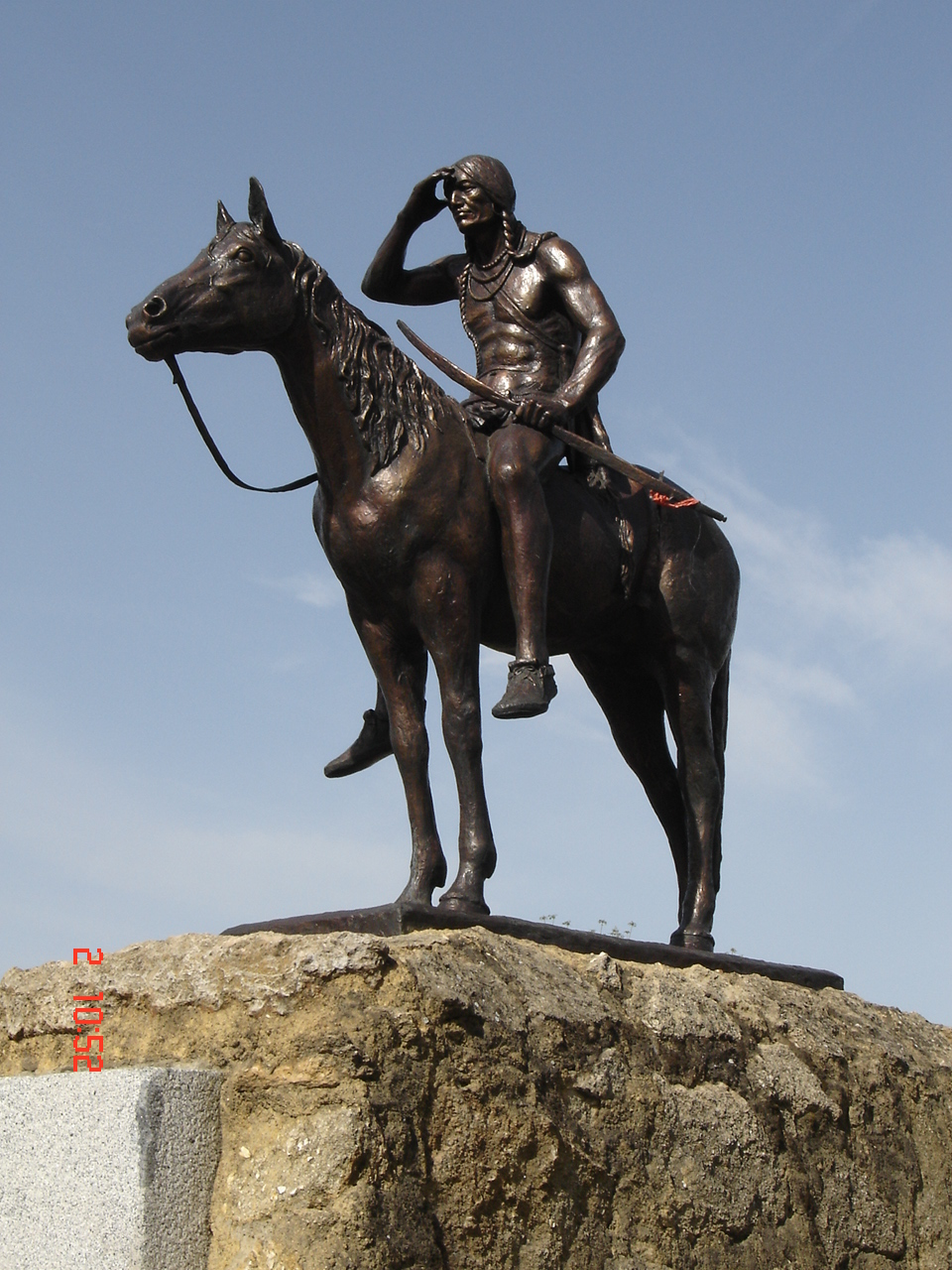
El explorador, en la Expo 92 de Sevilla

(pulsar sobre la imagen para agrandar) 